# ザレパテ
ザレパテ(英語:Zarephath)は旧約聖書に登場する地名である。新改訳ではツァレファテと表記されている。
主の日に帰還した捕囚の民が占領するカナン人の境界である。列王記の記述によるとエリヤはイスラエルの飢饉の時にそこに住んでいた。(第一列王記17章9節)。
シドンとツロの間にあり、現在のサラファンド(Sarepta)であると言われる。新約聖書ではサレプタと言われた。(ルカの福音書4章26節)